# Troy Luccketta
Troy Luccketta, född 5 oktober, 1959 i Kalifornien, är en amerikansk batterist i Tesla. Troy började spela trummor när han var 10 år gammal. Hans största influens var då Mitch Mitchell i The Jimi Hendrix Experience. Han växte upp i östra San Francisco. Där spelade han i band som Whisper, Benny and the Jets, 415 and the Eric Martin Band innan han började spela i Tesla år 1985 tillsammans med Jeff Keith, Frank Hannon, Tommy Skeoch och Brian Wheat.